# Anii 1680
Anii 1680 au fost un deceniu care a început la 1 ianuarie 1680 și s-a încheiat la 31 decembrie 1689.